# 北村韓屋村
北村韓屋村（ブッチョンハノクマウル、韓：북촌 한옥마을、英：Bukchon Hanok Village）は、大韓民国のソウル特別市鐘路区にある、韓国の伝統的家屋である韓屋（ハノク）の密集する地区である。

## 概要

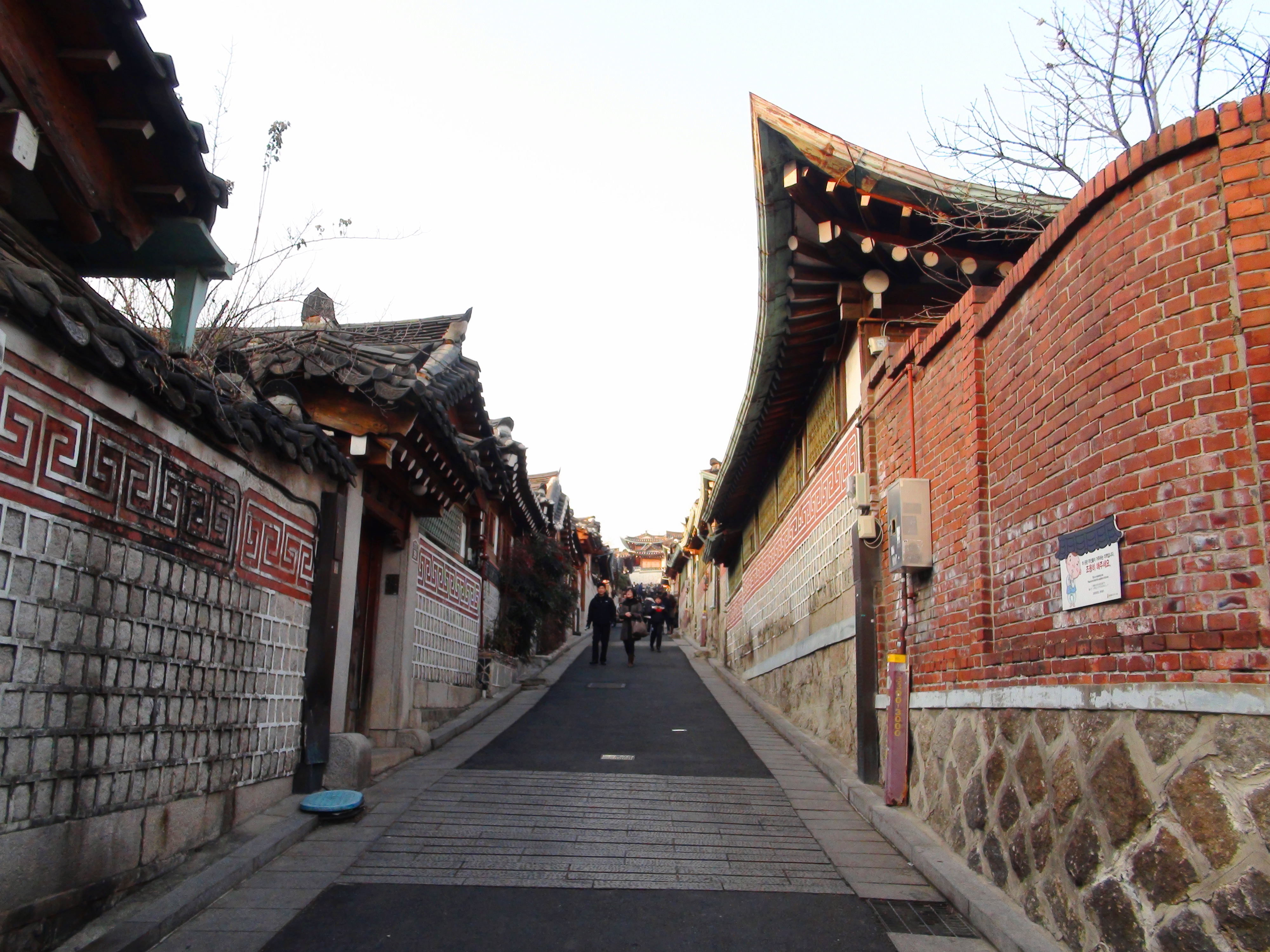
北村韓屋通り（プッチョンハノッキル）

北村韓屋村と呼ばれる一帯は、ソウル特別市中心部の北側に隣接した北岳山南麓の傾斜地に形成された住宅地であり、東側を世界遺産である昌徳宮に、西側を景福宮にはさまれたエリアにほぼ該当する。北村は現在の行政洞（行政区）に当てはめると、鐘路区の嘉会洞（カフェドン）、三清洞（サムチョドン）という2つの行政洞に該当し、さらに細かく分けると11の法定洞から構成されている。
これらの内、エリアのほぼ中央を南北に走る道路である嘉会（カフェ）路東側の嘉会洞（カフェドン）11番地、道路を挟んだ西側の嘉会洞31番地に、伝統的な家屋が集中している。地区内には大韓民国登録文化財、大韓民国指定史跡ならびに、ソウル特別市民俗文化財・ソウル特別市文化財資料に指定された建造物等が多数存在するが、その多くが所有者個人の住居として現在も使用されており、これら指定物件の建物内部は非公開のものがほとんどである。

## 歴史

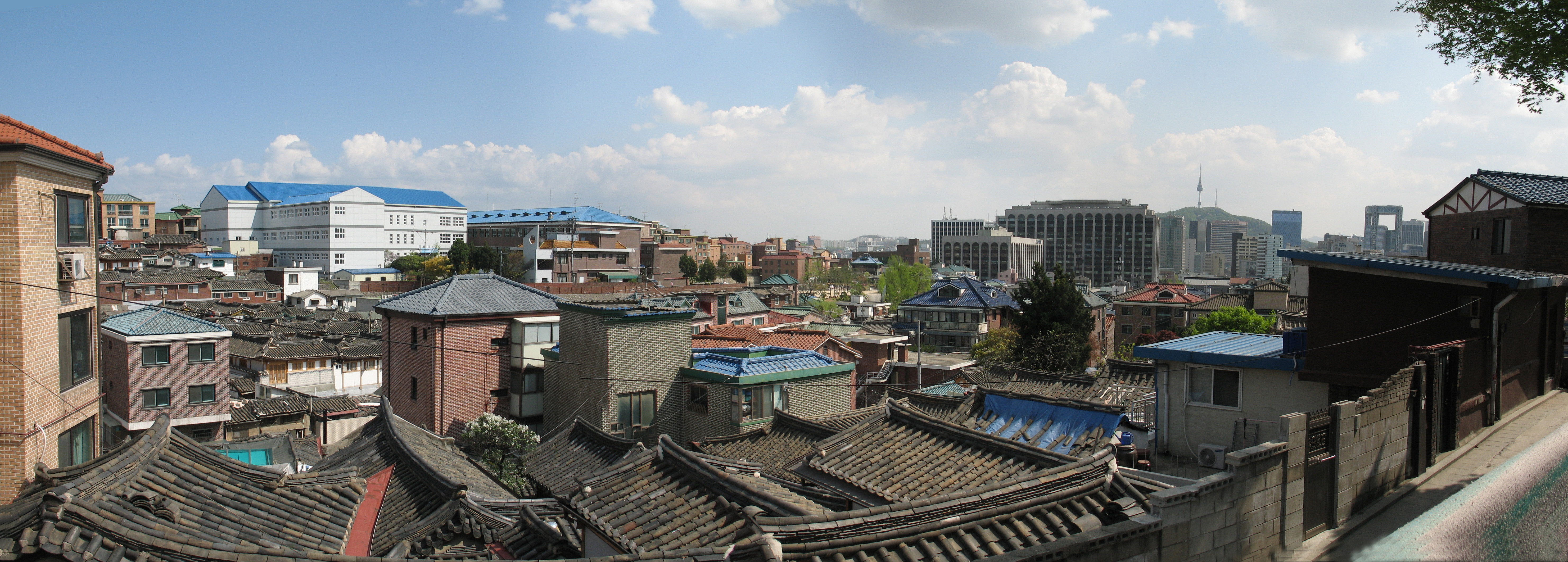
新旧の建築が混在する北村の景観

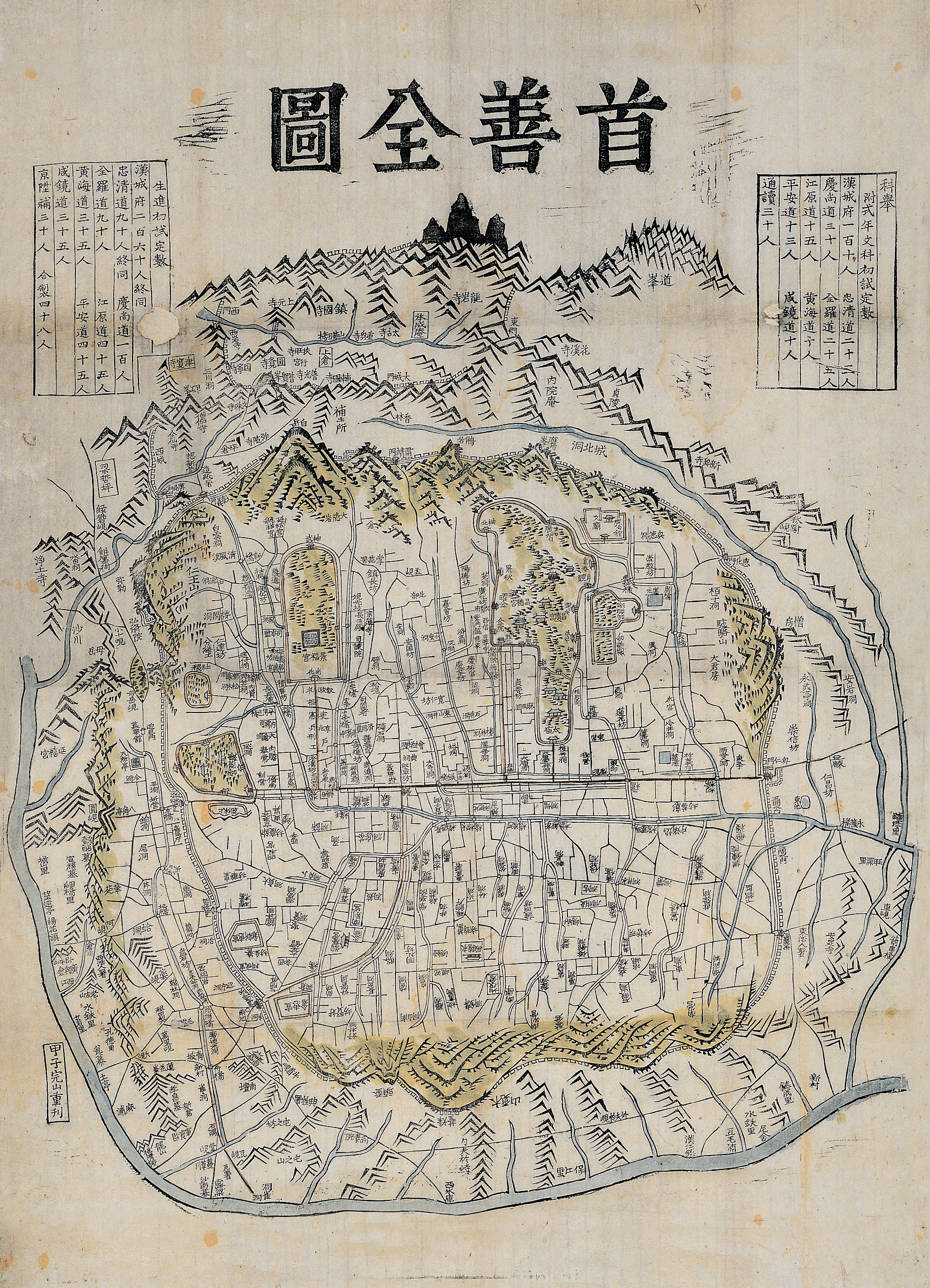
1840年の『首善全図』。地図中央の上部一帯付近が北村である

北村と言う地名は、漢陽（ソウルの昔の地名）の中心であった鐘路と清渓川（チョンゲチョン）の北側に位置することから名付けられた。
朝鮮王朝が成立した1392年頃から昌徳宮や景福宮などに隣接する北村は、権力を持つ家門や王族をはじめ、身分地位の高い両班の居住地とされてきた。このように北村は高位階級の人々が暮らす地区であったが、今日見られる北村の家屋は小規模なものがほとんどで、大規模な韓屋は少ない。これは朝鮮王朝末期から日本統治時代にかけての社会的経済事情や、住宅難を解消するために、路地に家を建てたり、地割を小規模な宅地に分割するなどした結果である。今日見られる狭い路地に軒を連ねて韓屋が密集する北村の景観は1930年前後に形成されたものと推察されている。

### 江南開発事業と行政による保存政策
韓国が高度経済成長を始めた1970年代になると、韓国政府主導による江南開発事業が推進された。これは旧来からのソウル都心部に集中していた人口と機能を分散させるために行われたもので、ソウル市街地の南を流れる漢江（ハンガン）以南の江南 (ソウル特別市)（カンナム）地区の大規模な区画整理事業によって新しい区画地区が造成され、北村を含む江北（カンブク、강북）地区にある複数の機関が移転された。
北村地区からは、京畿（キョンギ）高等学校、徽文（フィムン）高等学校、昌徳（チャンドク）女子高等学校など、いわゆる伝統校が江南地区に移転され、それらの学校跡地には、正徳（チョンドク）図書館、憲法裁判所、ヒュンダイ建設本社社屋などが建設された。これら学校移転に伴う北村地区の再開発により、韓屋保存の必要性が生じ、1976年に民族景観地域の指定に関する議論が行政内で始まり、1983年には第4種美観地区の指定が行われ、北村地区における韓屋保存政策が施行された。
しかし、この当時の韓屋保存政策は、住民との議論がないまま行政主導で行われたものであり、韓屋であるとは言え、一般市民が居住し生活する家屋の改築や改装を、通常の文化財同様に厳しく規制したものであった。更に地区内の道路であるブッチョンキルの拡張工事において、住民に対しては厳しく規制していたはずの韓屋の撤去がされるなど、住民側からすればダブルスタンダード的な行政運営が行われたに等しく、北村地区住民からの不満が噴出した。

### 住民主体の保存活動へ
住民から出された、建築基準の規制緩和に対する要求により、1991年5月、ソウル市は建築の高さなど制限を緩和した。これを境に多世帯住宅などの新築が本格化した。1994年には北村地区の西側にあたる景福宮周辺の建物の制限が更に緩和され、高さ10メートルから16メートル、最大5階建てとされたことから、多世帯住宅の建設が拡散し始め、北村地区全域で多くの韓屋が撤去取り壊され、急速に景観が変化していった。
この急激な韓屋の消失に危機感を持った住民たちは、住民主体による組織「社団法人鐘路北村まちづくりの会」を発足させた。1999年には同社団法人の呼びかけにより、住民、専門家、行政とともに「ソウル市政開発研究院」において、新しい北村（ブッチョン）まちづくり政策を樹立させた。
これは80年代に行われた行政主導によるものとは対照的に、あくまでも住民主導によるもので、既存の一方的な規制ではなく、住民の自発的な意思に基づくハノク（韓屋）登録制を主体にしたものであった。実生活との兼ね合いを考慮しつつも、韓屋固有の伝統、美観が維持されるよう、地域住民全体で、韓屋の修繕、支援、管理を行うことを目的として、2001年より本格的な活動を行っている。
また、住民の積極的な参加活動により地区の環境を改善し、伝統と近代性が混在した魅力的なまちづくりが行われ、ソウル市により33棟の韓屋が購入され、これらを主に伝統的な職人に貸し出すなどの活動が行われている。こうした活動は、ソウルを訪れる外国人観光客にも徐々に知られるようになり、2011年にはフランスの旅行ガイドブックである、ミシュランガイドグリーン・ミシュラン コリア（仏: le Guide Vert）において、評価対象となった韓国内110ヶ所の観光地中、北村韓屋村は最高ランクの“三つ星”観光地である23ヶ所のうちの1つに選出されている。

## 主な指定文化財等

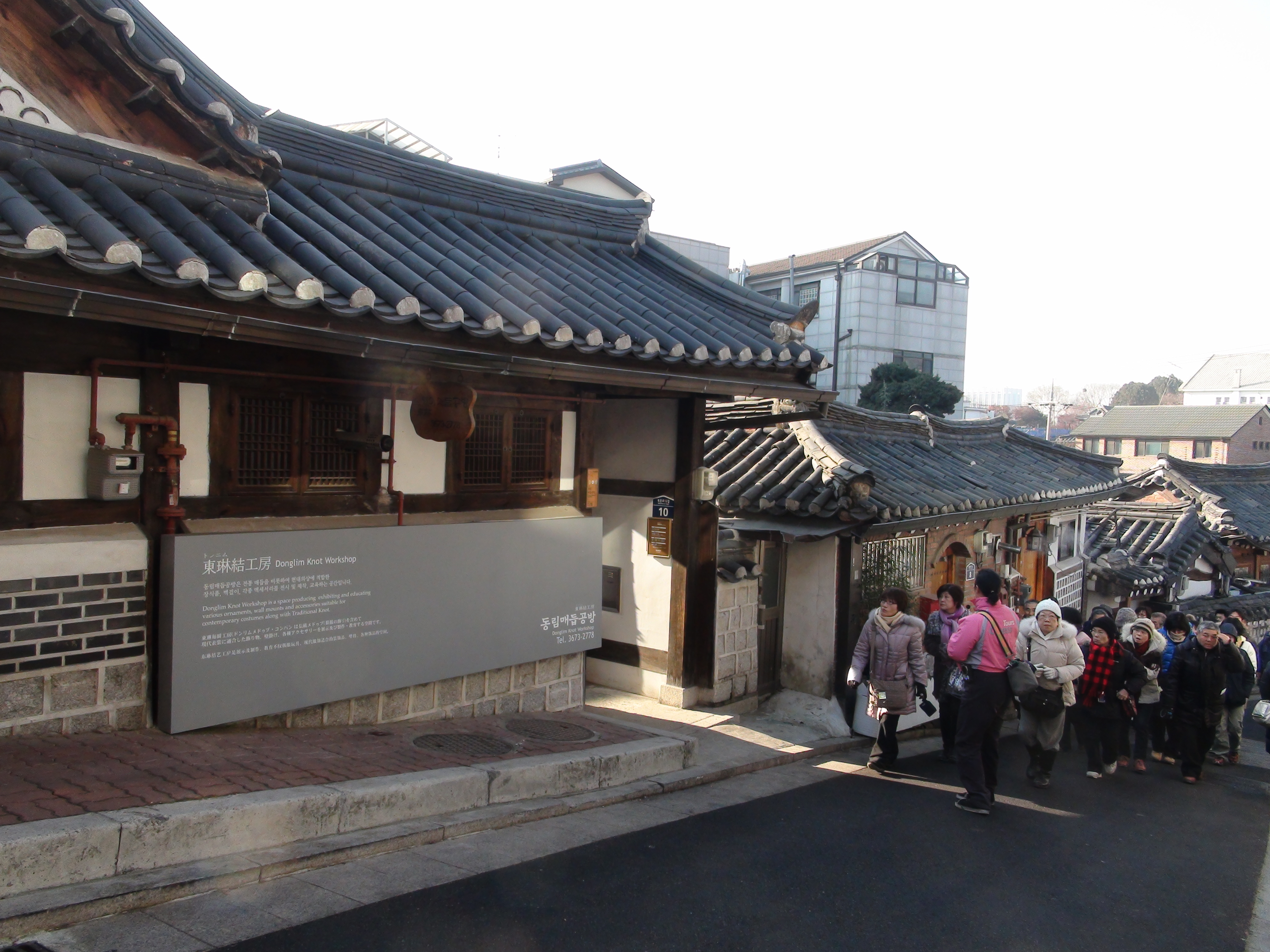
伝統工房として公開されている建物

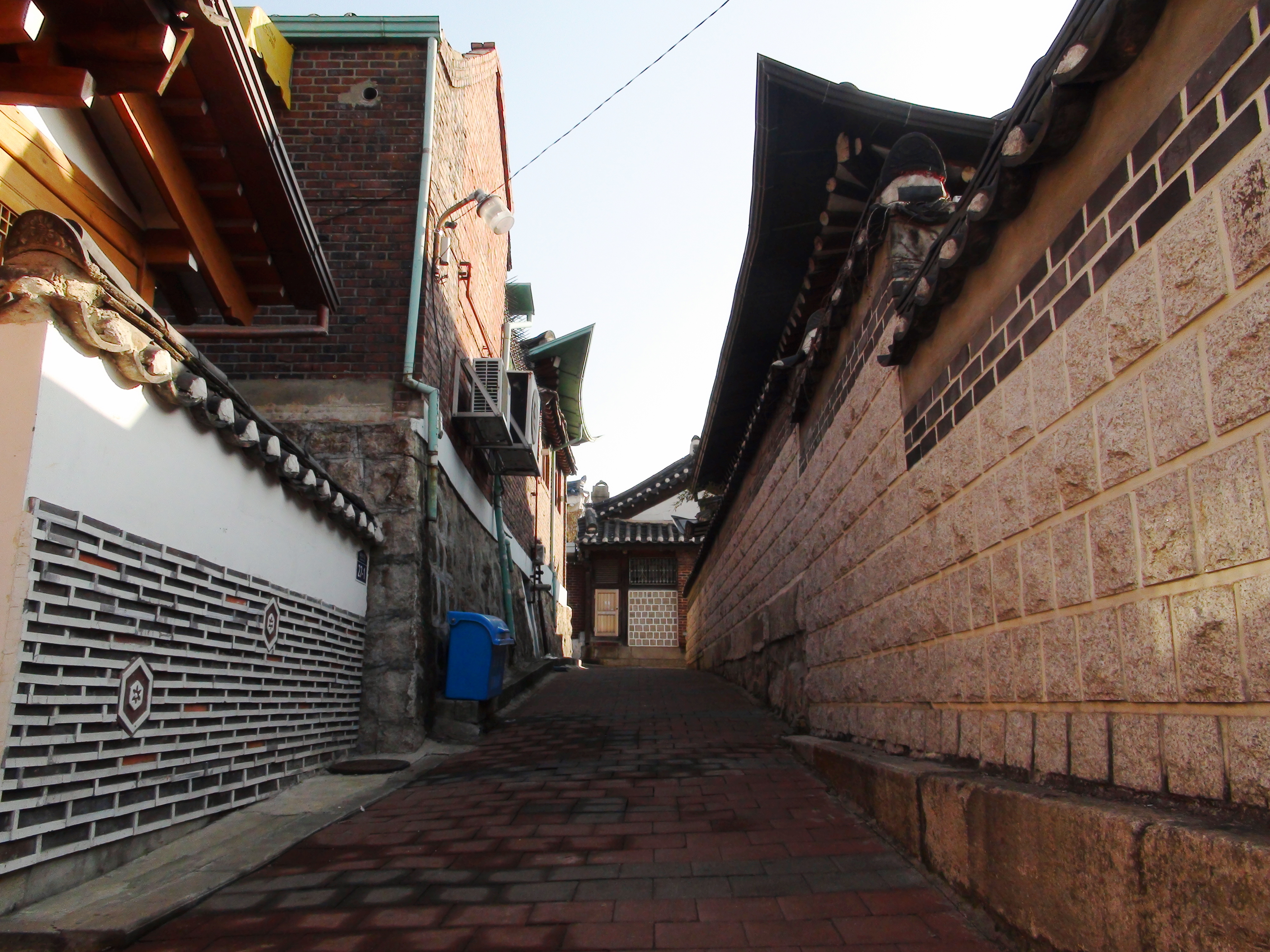
細い路地が廻らされている

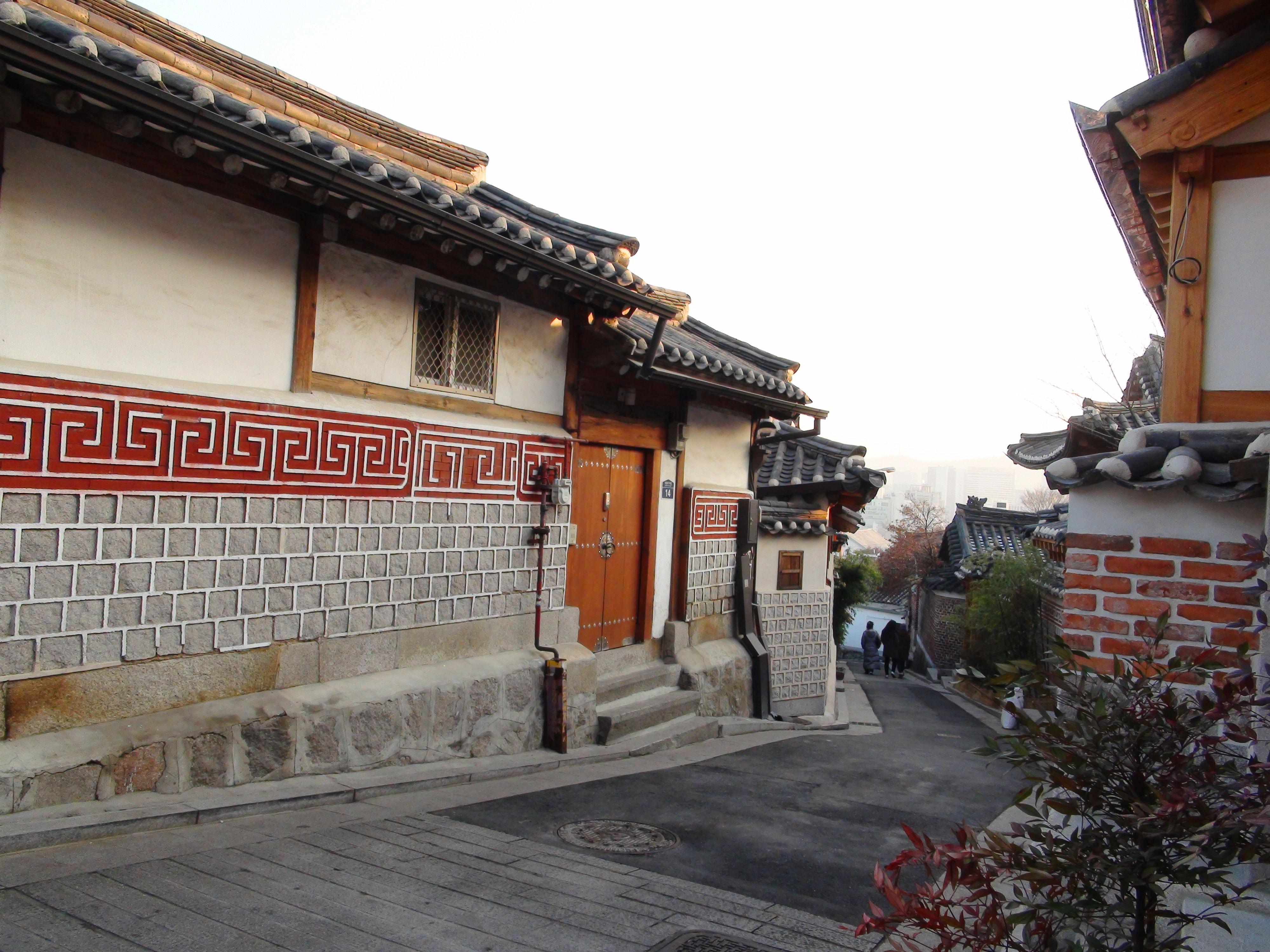
嘉会洞31番地付近

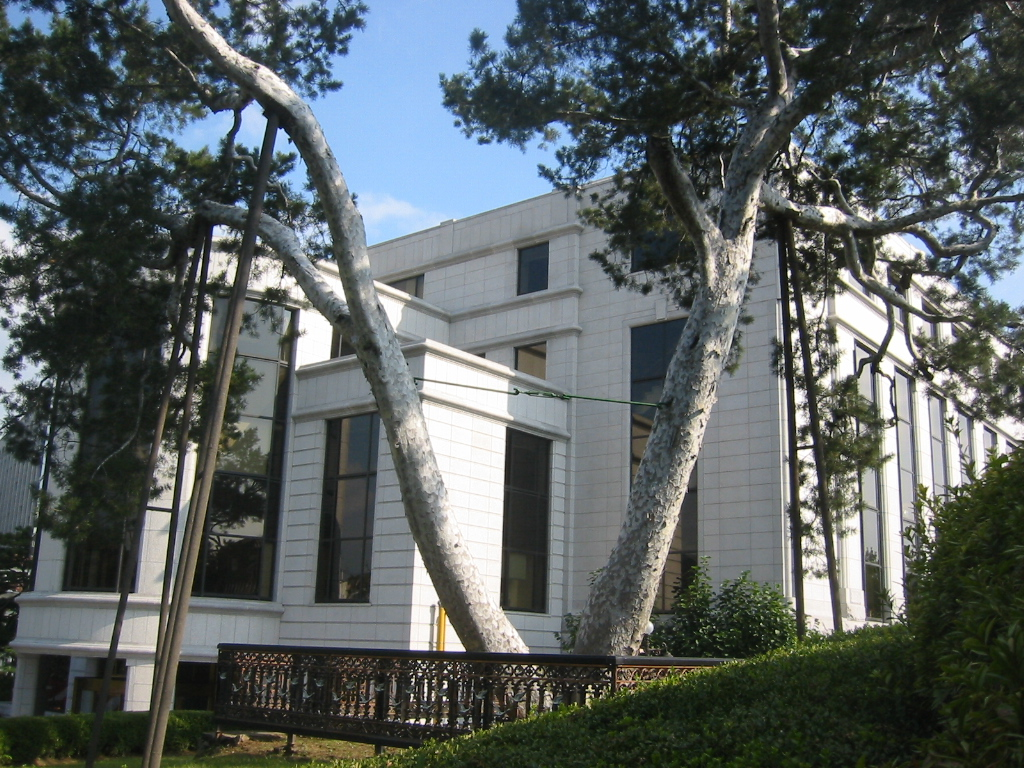
斎洞白松（後方は憲法裁判所）

北村韓屋村エリア一帯には各種文化財、民俗資料に指定されたものをはじめ、博物館および文化院、また装飾用組紐・刺繍・漆などの伝統工房、韓屋を利用したゲストハウスなどが立ち並んでいる。ここでは主な文化財と博物館について記述する。

### 文化財
- 安国洞の尹潽善（ユン・ボソン）家-大韓民国指定史跡第438号/非公開

大韓民国第4代大統領尹潽善（ユン・ボソン）が住んでいた家である。1870年に建設されたと推察されており、民家としては最大規模の99部屋を持つ韓屋であったが、現在は母屋（アンチェ）、舎廊（サランチェ）、山亭（サンジュンチェ）、離れ（ビョルチェ）などが残っている。1950年代から1970年代にかけ、韓国野党の会議場として使用され、民主化運動発展の場所でもあった。
- 苑西洞の白鴻範（ペク・ホンボム）家屋-ソウル特別市民俗文化財第13号/非公開

李氏朝鮮王朝の女官の称号のひとつである尚宮が宮殿を退いた時に建てられたもので、李氏朝鮮第19代国王粛宗（スクチョン）の嬪（朝鮮王の側室の最上位）である張禧嬪（チャン・フィビン）の住居跡としても知られている。1910年に建築されたと推察され、現存するものは母屋の別棟であった建物である。
- 嘉会洞の李俊九（イ・ジュング）家屋-ソウル特別市文化財資料第2号/非公開

1938年頃に建てられた2階建ての洋風建築家屋である。外壁には開城市（ケソン市、現在の北朝鮮南西部にある市）で産出された花崗岩をレンガのように積み上げ、フランスの瓦を使用した屋根、アーチ型に作られた門など、日本統治時代の上流階級の西洋式家屋のひとつである。
- 嘉会洞の白麟斎（ペク・インジェ）家屋-ソウル特別市民俗文化財第22号/公開

1920年代当時の韓国医学界の第一人者である白麟斎の故宅である。白麟斎は韓国初の私立公益法人白病院を設立した外科医としても知られているが、1950年から1953年に起こった朝鮮戦争中に北朝鮮へ渡った。もともとこの韓屋は李氏朝鮮末期の政治家李完用（イ・ワンヨン）の甥である韓相竜（ハン・サンリョン）が建てたものである。当時の上流層の高級韓屋の姿を見せ、歴代の朝鮮総督やジョン・ロックフェラー2世が訪れた住宅でもある。 現在は外部が公開されており、内部を観覧するためには事前に予約しなければならない。
- 嘉会洞の金炯泰（キム・ヒョンテ）家屋-ソウル特別市民俗文化財第30号/非公開

金炯泰家屋は、韓国家屋に多く用いられている様式の入母屋作りで、母屋、舎廊、門屋（ムンガンチェ）で構成される典型的な伝統的韓屋である。19世紀末から20世紀初頭に立てられたものと推察されている。
- 北村（ブッチョン）ゲストハウス（登録名は桂洞の裵濂（ペ・リョン）家屋） - 大韓民国登録文化財第85号/公開施設、韓屋体験館

著名な東洋画の画家である裵濂（ペ・リョン）が住んでいた跡地に、2004年に新しく建てられた、韓屋ゲストハウスである。昔ながらの生活を体験できるように、黄土とオンドルを用いた構造になっている。
- 斎洞白松-大韓民国指定天然記念物第8号/一般公開

憲法裁判所敷地内にあり、高さ15メートル、面積230平方メートル、樹齢は約600年と推定されている。幹が2つに別れたV字型をしており、樹皮がはがれ、まだら模様のように見える白松である。

### 博物館・その他

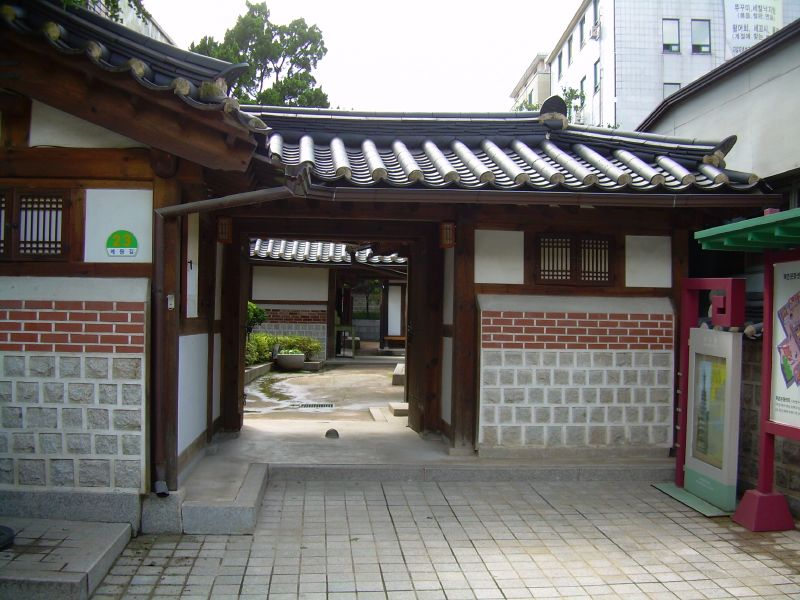
北村文化センター

- 北村生活史博物館/公開施設

主に北村住民が使用していた近代史の生活遺物を、韓屋住居に集めて展示した博物館である。
- ソウル教育博物館/公開施設

正読図書館内に設置されており、三国時代 (朝鮮半島)（高句麗・百済・新羅が鼎立した朝鮮での時代区分）から現在までの、朝鮮における教育現場が再現され、近代に入ってからの、教科書、時代別制服、成績表など教育に関する資料が展示されている。
- 北村文化センター - 大韓民国登録文化財第229号/公開施設

李氏朝鮮末期の財務官を務めた、閔亨基（ミン・ヒョンギ）の自宅を復元した韓屋で、19世紀以前に立てられた北村の典型的な両班の家の様式をとどめている。2002年にソウル市による北村整備事業の一環として買い取られ、改修・補修が行われ整備が行われた後、北村文化センターとしてオープンした。北村韓屋村を訪れる観光客への広報展示館として、また伝統文化講座の運営など、さまざまな企画・運営が行われている。

## 交通
- ソウル交通公社3号線 - 安国駅・1番および3番出口より徒歩約15分
- 広域（レッド）バス（路線バス） - 9710番/安国駅バス停より徒歩約15分